# Kobilar
Kobilar (znanstveno ime Oriolus oriolus) je ptica selivka, ki je razširjena tudi v Sloveniji.
Slovensko ime je dobil zaradi oglašanja, ki spominja na »siv kobil«, medtem ko latinsko ime »oriolus« izhaja iz besede »aureolus«, ki pomeni zlato, in se nanaša na rumeno barvo peres, ki krasijo samca.

## Opis
Samec kobilarja je bleščeče rumeno in črno obarvan. Mladi osebki in samice so zgoraj zelenkasto rumeni, spodaj pa zelenosive barve. Ta izredno pisan ptič prebiva v vlažnih listnatih gozdovih, parkih, vrtovih ter drevoredih in v Sloveniji tudi gnezdi.  Odrasle ptice dosežejo dolžino do 24 cm in tehtajo okoli 80 gramov.
Kobilar je razširjen na izjemno velikem območju, vse od zahodne Evrope pa do Sibirije in na jugu do severne Afrike. Severni del območja razširjenosti sega na Britansko otočje. Prezimuje v ekvatorialni in vzhodni Afriki.
Samci se s prezimovališč v Slovenijo običajno vrnejo ob koncu aprila ali v začetku maja, samice pa kakšen teden kasneje. Približno pet dni po prihodu samic začne par kobilarjev graditi gnezdo. Mošnjato gnezdo med dvema vejama spleta le samica, samec pa ji pomaga le z zbiranjem primernega gradbenega materiala. Gnezda so običajno zgrajena iz trave, mahu, listja, živalske dlake, v zadnjem času pa tudi iz trakov papirja in različnih plastičnih trakov. Samica v maju in juniju izleže tri do pet belo pikčastih jajc, iz katerih se po 18-19 dneh izvalijo mladiči. Običajno se izvalijo dva do trije mladiči, redkeje pa tudi štirje. 
Kobilar se hrani pretežno z žuželkami, pa tudi s sadjem.